# Tavola dei gruppi piccoli
Viene qui presentata una tavola dedicata ai gruppi finiti di ordine piccolo, cioè di cardinalità contenuta. Vengono elencati tutti i gruppi con al più 19 elementi.
Tavole di questo tipo, oltre a fornire numerosi esempi, sono anche utili per capire "che tipo di gruppo è" un gruppo dato (cioè, più formalmente, a quale di questi è isomorfo). Infatti in molti casi alcune semplici informazioni facilmente calcolabili, come la cardinalità e il fatto che sia abeliano o meno, sono sufficienti a determinare il gruppo dato.

## Notazioni usate
- Cn: gruppo ciclico di ordine n, si assume come convenzione che Cn= { e, a, a2, a3, a4, a5,..., an-1 }.
- Dn: gruppo diedrale di ordine 2n: Dn={\displaystyle \langle r,s\mid r^{n}=1,s^{2}=1,srs=r^{-1}\rangle }
- Sn: gruppo simmetrico di grado n, costituito dalle n! permutazioni di n oggetti.
- An: gruppo alternante di grado n, costituito dalle n!/2 permutazioni pari degli n oggetti. Tale gruppo può essere visto come sottogruppo di indice 2 del gruppo Sn.
- Dicn: gruppo diciclico di ordine 4n.
- e: elemento neutro del gruppo.
- <a>: sottogruppo ciclico generato dall'elemento a.

La notazione G × H denota il prodotto diretto di due gruppi G e H. I gruppi abeliani e i gruppi semplici vengono segnalati. Per i gruppi di ordine n < 60, i gruppi semplici sono precisamente i gruppi ciclici Cn, per n numero primo. Per denotare la relazione di isomorfismo tra gruppi usiamo il segno di uguaglianza "=".
Nei grafi dei cicli dei gruppi l'elemento identità è raffigurato da un cerchietto nero.

## Tavola
| Ordine | Gruppo                                                                           | Proprietà                                            | Sottogruppi normali       | Sottogruppi massimali         | Grafo dei cicli |
| ------ | -------------------------------------------------------------------------------- | ---------------------------------------------------- | ------------------------- | ----------------------------- | --------------- |
| 1      | Gruppo banale = C1 = S1 = A2                                                     | abeliano                                             | C1 = S1 = A2              |                               |                 |
| 2      | C2 = S2                                                                          | abeliano, semplice, il più piccolo gruppo non banale | {e}, C2 = S2              | {e}                           |                 |
| 3      | C3 = A3                                                                          | abeliano, semplice                                   | {e}, C3 = A3              | {e}                           |                 |
| 4      | C4                                                                               | abeliano                                             | {e}, <a2>, C4             | <a2>                          |                 |
| 4      | Gruppo di Klein = C2 × C2 = D2                                                   | abeliano, il più piccolo gruppo non ciclico          | {e}, <r>, <s>, <rs>, Dic1 | <r>, <s>, <rs>                |                 |
| 5      | C5                                                                               | abeliano, semplice                                   | {e}, C5                   | {e}                           |                 |
| 6      | C6 = C2 × C3                                                                     | abeliano                                             | {e}, <a2>, <a3>, C6       | <a2>, <a3>                    |                 |
| 6      | S3 = D3                                                                          | il più piccolo gruppo non abeliano                   | {e}, A3=<(1,2,3)>, S3     | <(1,2)>, <(2,3)>, <(1,3)>, A3 |                 |
| 7      | C7                                                                               | abeliano, semplice                                   | {e}, C7                   | {e}                           |                 |
| 8      | C8                                                                               | abeliano                                             | {e}, <a4>, <a2>, C8       | <a2>                          |                 |
| 8      | C2 ×C4                                                                           | abeliano                                             |                           |                               |                 |
| 8      | C2 × C2 × C2 = D2 × C2                                                           | abeliano                                             |                           |                               |                 |
| 8      | D4                                                                               | non abeliano                                         |                           |                               |                 |
| 8      | Gruppo dei quaternioni, Q8 = Dic2                                                | non abeliano; il più piccolo gruppo hamiltoniano     |                           |                               |                 |
| 9      | C9                                                                               | abeliano                                             |                           |                               |                 |
| 9      | C3 × C3                                                                          | abeliano                                             |                           |                               |                 |
| 10     | C10 = C2 × C5                                                                    | abeliano                                             |                           |                               |                 |
| 10     | D5                                                                               | non abeliano                                         |                           |                               |                 |
| 11     | C11                                                                              | abeliano, semplice                                   |                           |                               |                 |
| 12     | C12 = C4 × C3                                                                    | abeliano                                             |                           |                               |                 |
| 12     | C2 × C6 = C2 × C2 × C3 = D2 × C3                                                 | abeliano                                             |                           |                               |                 |
| 12     | D6 = D3 × C2                                                                     | non abeliano                                         |                           |                               |                 |
| 12     | A4                                                                               | non abeliano                                         |                           |                               |                 |
| 12     | Dic3 = prodotto semidiretto di C3 e C4, dove C4 agisce su C3 per inversione      | non abeliano                                         |                           |                               |                 |
| 13     | C13                                                                              | abeliano, semplice                                   |                           |                               |                 |
| 14     | C14 = C2 × C7                                                                    | abeliano                                             |                           |                               |                 |
| 14     | D7                                                                               | non abeliano                                         |                           |                               |                 |
| 15     | C15 = C3 × C5                                                                    | abeliano                                             |                           |                               |                 |
| 16     | C16                                                                              | abeliano                                             |                           |                               |                 |
| 16     | C2 × C2 × C2 × C2                                                                | abeliano                                             |                           |                               |                 |
| 16     | C2 × C2 × C4                                                                     | abeliano                                             |                           |                               |                 |
| 16     | C2 × C8                                                                          | abeliano                                             |                           |                               |                 |
| 16     | C4 × C4                                                                          | abeliano                                             |                           |                               |                 |
| 16     | D8                                                                               | non abeliano                                         |                           |                               |                 |
| 16     | Gruppo generalizzato dei quaternioni, Q16 = Dic4                                 | non abeliano                                         |                           |                               |                 |
| 16     | C2 × D4                                                                          | non abeliano                                         |                           |                               |                 |
| 16     | C2 × Q8                                                                          | non abeliano                                         |                           |                               |                 |
| 16     | Gruppo quasidiedrale di ordine 16                                                | non abeliano                                         |                           |                               |                 |
| 16     | Gruppo modulare di ordine 16                                                     | non abeliano                                         |                           |                               |                 |
| 16     | Prodotto semidiretto di C4 e C4 dove un fattore agisce sull'altro per inversione | non abeliano                                         |                           |                               |                 |
| 16     | Gruppo generato dalle matrici di Pauli                                           | non abeliano                                         |                           |                               |                 |
| 16     | G4,4                                                                             | non abeliano                                         |                           |                               |                 |
| 17     | C17                                                                              | abeliano, semplice                                   |                           |                               |                 |
| 18     | C18                                                                              | abeliano                                             |                           |                               |                 |
| 18     | D9                                                                               | non abeliano                                         |                           |                               |                 |
| 18     | C3 × S3                                                                          | non abeliano                                         |                           |                               |                 |
| 18     | C6 × C3                                                                          | abeliano                                             |                           |                               |                 |
| 18     | Prodotto semidiretto di C3 × C3 e C2                                             | non abeliano                                         |                           |                               |                 |
| 19     | C19                                                                              | abeliano, semplice                                   |                           |                               |                 |

## Biblioteca dei gruppi piccoli
Il sistema di algebra computazionale GAP contiene la "Small Groups library" che consente di accedere alla descrizione dei gruppi di ordine "piccolo". Anche in questa biblioteca i gruppi sono presentati a meno di isomorfismo, cioè attraverso rappresentanti delle classi di isomorfismo.
Attualmente la biblioteca contiene i seguenti gruppi:
- quelli di ordine non superiore a 2000, eccettuati quelli di ordine 1024 (si tratta di ben 423 164  062 gruppi);
- i gruppi di ordine 55 e 74 (92 gruppi);
- i gruppi di ordine qn·p dove qn è multiplo di 28, 36, 55 o 74 e dove p è un primo arbitrario diverso da q;
- quelli il cui ordine si fattorizza in al più 3 fattori primi.

Essa contiene descrizioni esplicite dei gruppi presentati in un formato leggibile da computer.
Questa biblioteca è stata costruita e organizzata da Hans Ulrich Besche, Bettina Eick ed Eamonn O'Brien.